# Olle Åhlund
Sten Olov "Olle" Åhlund, född 22 augusti 1920 i Degerfors i Värmland, död där 28 februari 1996, var en svensk fotbollsspelare och tränare som år 1951 vann Guldbollen som Sveriges bästa fotbollsspelare.

## Karriär
Åhlund är en av Degerfors IF:s största fotbollsspelare genom tiderna. Han gjorde debut i Allsvenskan och var med att spela hem två små silver och en bronsmedalj under åren i klubben. 

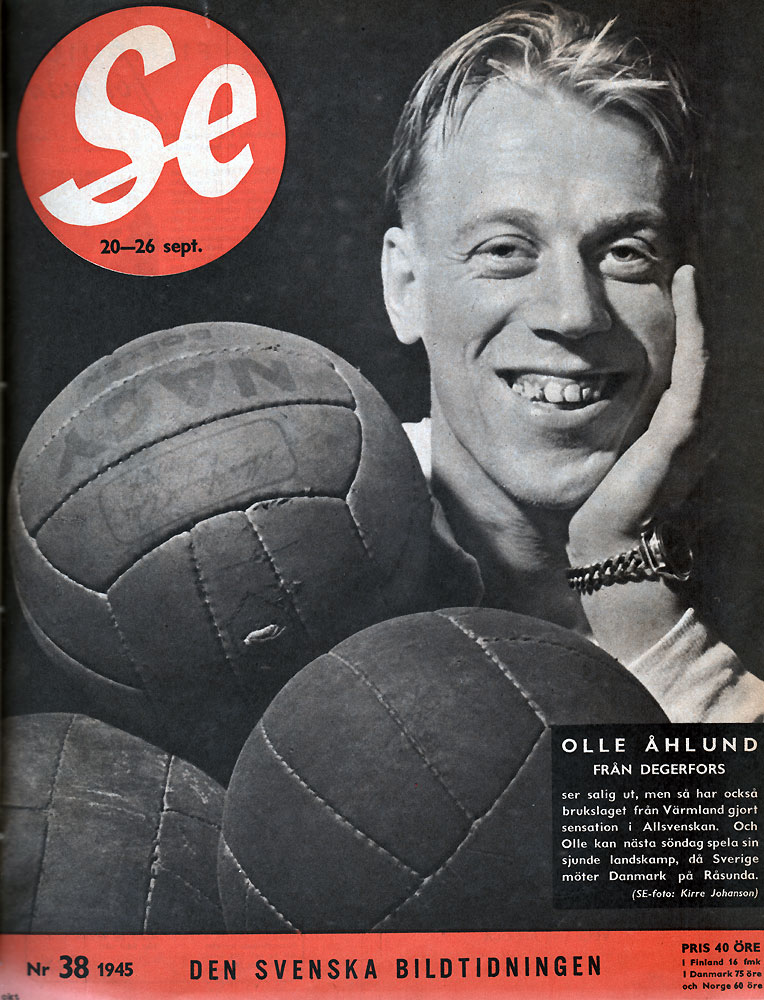
Olle Åhlund på omslaget av Se 1945

Åhlund gjorde landslagsdebut 14 juni 1943 mot Schweiz på Råsunda. Han var med i truppen under fotbolls-VM 1950 i Brasilien, då Sverige slutade trea, men utan att spela. Han var däremot med och erövrade bronsmedalj i Olympiska sommarspelen 1952 i Helsingfors när Sverige vann över Tyskland i bronsmatchen med 2–0. 
Olle Åhlund blev senare tränare och förde Degerfors IF tillbaka till allsvenskan 1959. Han innehar fortfarande klubbens rekord för flest allsvenska matcher, 312, och flest landskamper, 34.

## Meriter
- Guldbollenvinnare: 1951[3]
- OS-brons 1952
- Stor Grabb inom svensk fotboll